# Tipula patagiata
Tipula patagiata är en tvåvingeart som beskrevs av Alexander 1924. Tipula patagiata ingår i släktet Tipula och familjen storharkrankar. Inga underarter finns listade i Catalogue of Life.